# Hermann Slevogt
Hermann Slevogt (* 10. Mai 1909 in Heidenheim an der Brenz; † 13. September 1984 in Tauberbischofsheim) war ein deutscher Physiker und Optikdesigner. Er war Professor für Technische Optik an der Technischen Universität Berlin und Direktor des dortigen Optischen Instituts. Slevogt war maßgeblich an der Entwicklung von Richter-Slevogt-Teleskopen beteiligt.

## Leben und Werk
Nach dem Abitur in Bielefeld studierte Hermann Slevogt Physik, Mathematik und Astronomie an der Universität Bonn. 1932 schloss er sein Studium mit einer Promotion bei Heinrich Konen über Spektroskopie ab und absolvierte im Folgejahr das erste Staatsexamen für das Lehramt an Höheren Schulen. Zu seinen Hochschullehrern gehörten Pohl, Gustav Hertz, Franck, David Hilbert, Töplitz und Kohlstschütter.
1935 trat er in die Firma Carl Zeiss in Jena ein, wo er sich auf die Entwicklung astronomischer Instrumente spezialisierte. Nach dem Zweiten Weltkrieg war er am Aufbau der westdeutschen Niederlassung von Zeiss in Oberkochen beteiligt. 1952 wurde er zum Professor für Technische Optik an der Technischen Universität Berlin berufen und leitete dort das Optische Institut.
Slevogts Forschungsschwerpunkte lagen in der Theorie der optischen Abbildungsfehler nach Philipp Ludwig von Seidel und der Beugungstheorie. Zusammen mit Robert Richter entwickelte er 1941 das Richter-Slevogt-Teleskop, ein katadioptrisches System mit einem afokalen Korrektor. Dieses Design ermöglichte eine einfache Herstellung und wurde insbesondere für die Astrofotografie genutzt.

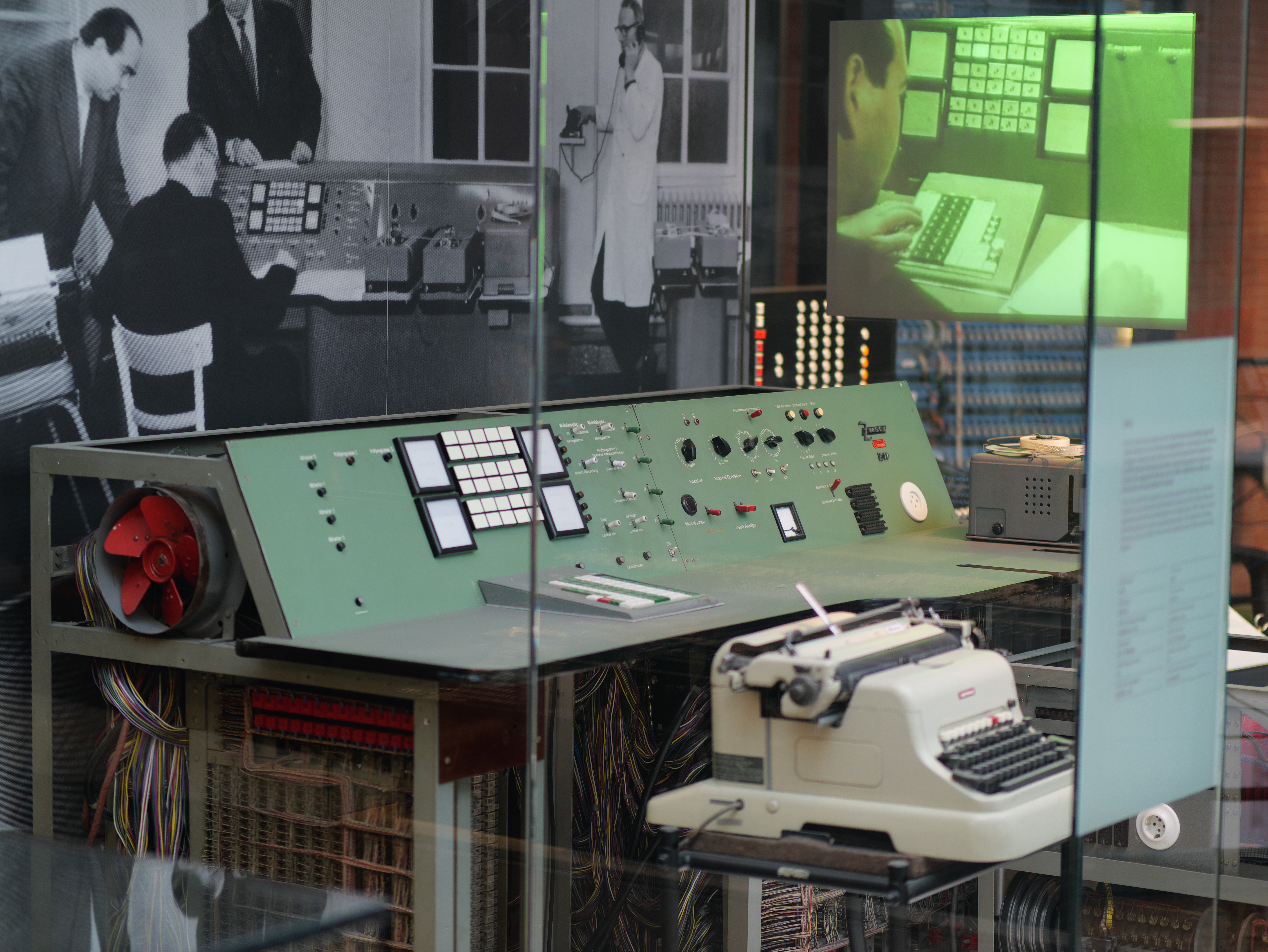
Slevogts Zuse Z11, der sich heute im Deutschen Technikmuseum befindet.

An der Technischen Universität Berlin schaffte Slevogt Ende der 1950er Jahre einen Computer vom Typ Zuse Z11 an, um langwierige optische Berechnungen zu beschleunigen. 1964 wurde er für eine Amtszeit von zwei Jahren Präsident der Deutschen Gesellschaft für angewandte Optik. Er spielte eine entscheidende Rolle bei der Einrichtung des Lehrstuhls für Astrophysik im Jahr 1968. Dieser Lehrstuhl wurde 1972 in das Institut für Astrophysik umgewandelt, um eine dauerhafte Struktur für die astrophysikalische Forschung und Lehre zu schaffen. 1974 veröffentlichte er ein Standardwerk zur Technischen Optik. Er wurde 1975 emeritiert. Zu seinen Schülern gehörte sein Nachfolger Jürgen Kross.
Er war seit 1938 mit der promovierten Physikerin Blandine (geborene Stansfeld, 1904–1992) verheiratet und hatte mit ihr eine Tochter (Ursula, *1940). Er ist zusammen mit seiner Frau auf dem Friedhof in Reinhardsachsen bestattet.

## Ehrungen
Slevogt war Mitglied der Astronomischen Gesellschaft sowie der Gesellschaft für Angewandte Mathematik und Mechanik (GAMM) und Fellow der Optical Society of America. Er wurde für seine Beiträge zur Optik und Astronomie mehrfach ausgezeichnet.

## Veröffentlichungen (Auswahl)
- Dispersionsverlauf der Jenaer optischen Gläser zwischen 400 und 800 mµ und seine Darstellung durch die Hartmannsche Interpolationsformel. Zeitschrift für Instrumentenkunde 60. S. 37–48. Jena (Februar 1940).
- Zur Definition der Verzeichnung bei optischen Instrumenten für den subjektiven Gebrauch. In: "Optik". 1946 S. 358–367. (Juli 1946).
- Technische Optik. Band 9002. Walter de Gruyter, Berlin, New York (1974).